# کویاگان
کویاگان (به لاتین: Kuyagan) یک منطقهٔ مسکونی در روسیه است که در سرزمین آلتای واقع شده‌است.